# Woudenberg

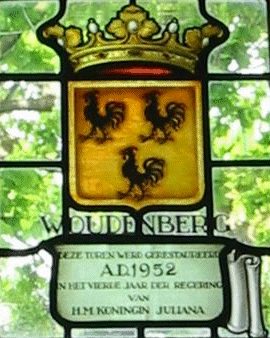
Het wapen van Woudenberg in de Hervormde Dorpskerk

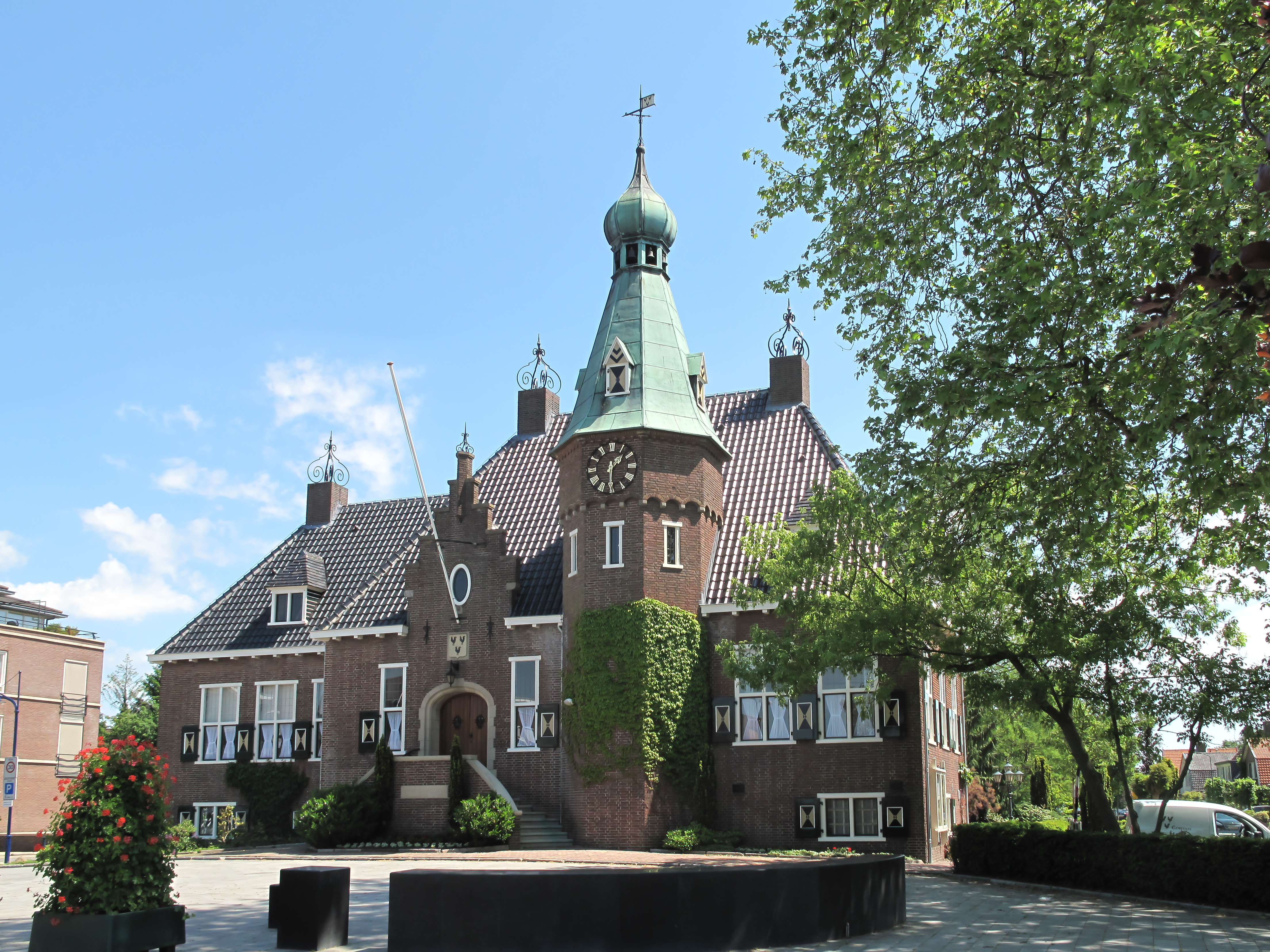
Het gemeentehuis

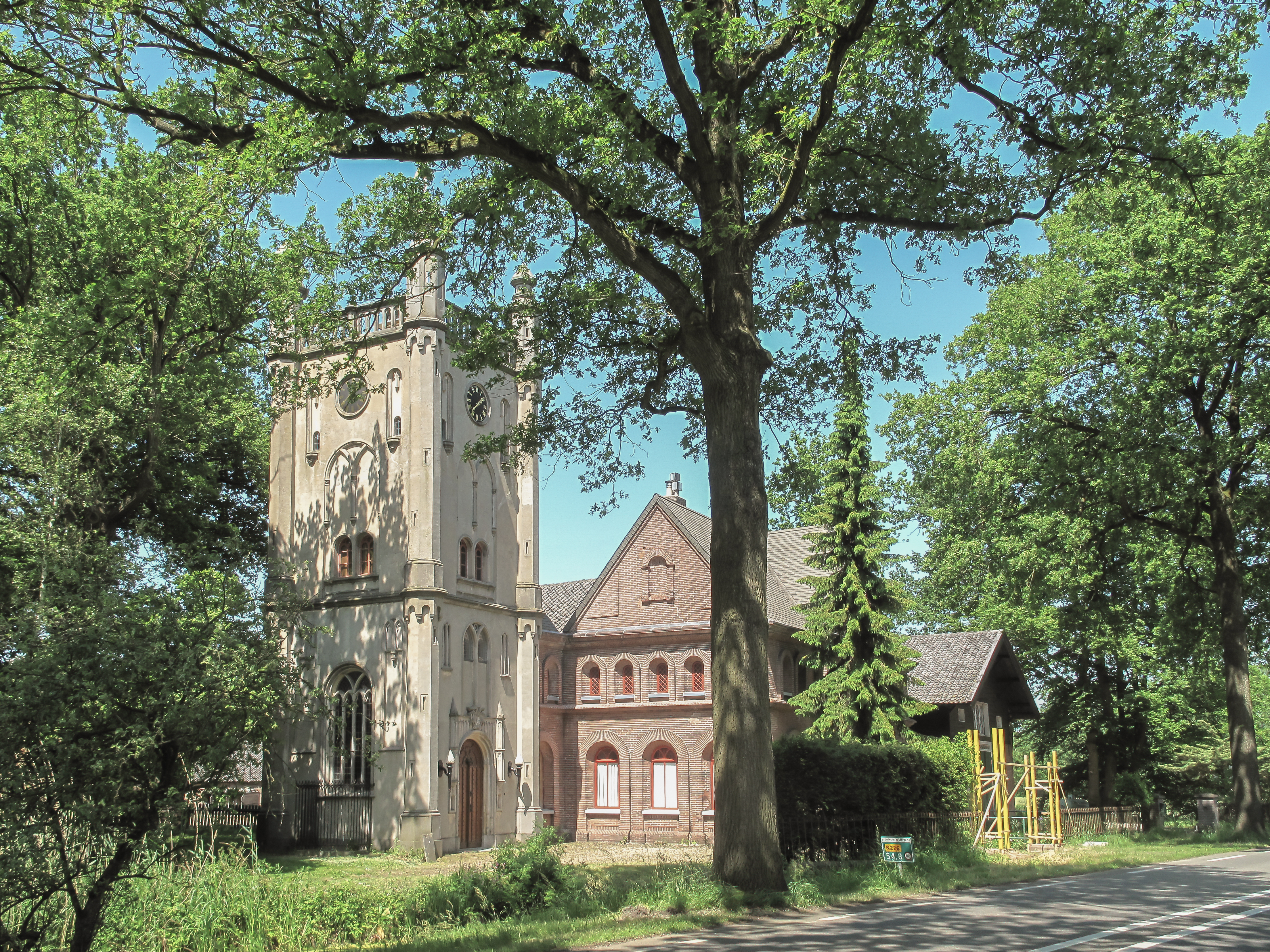
Boerderij Klein Geerestein

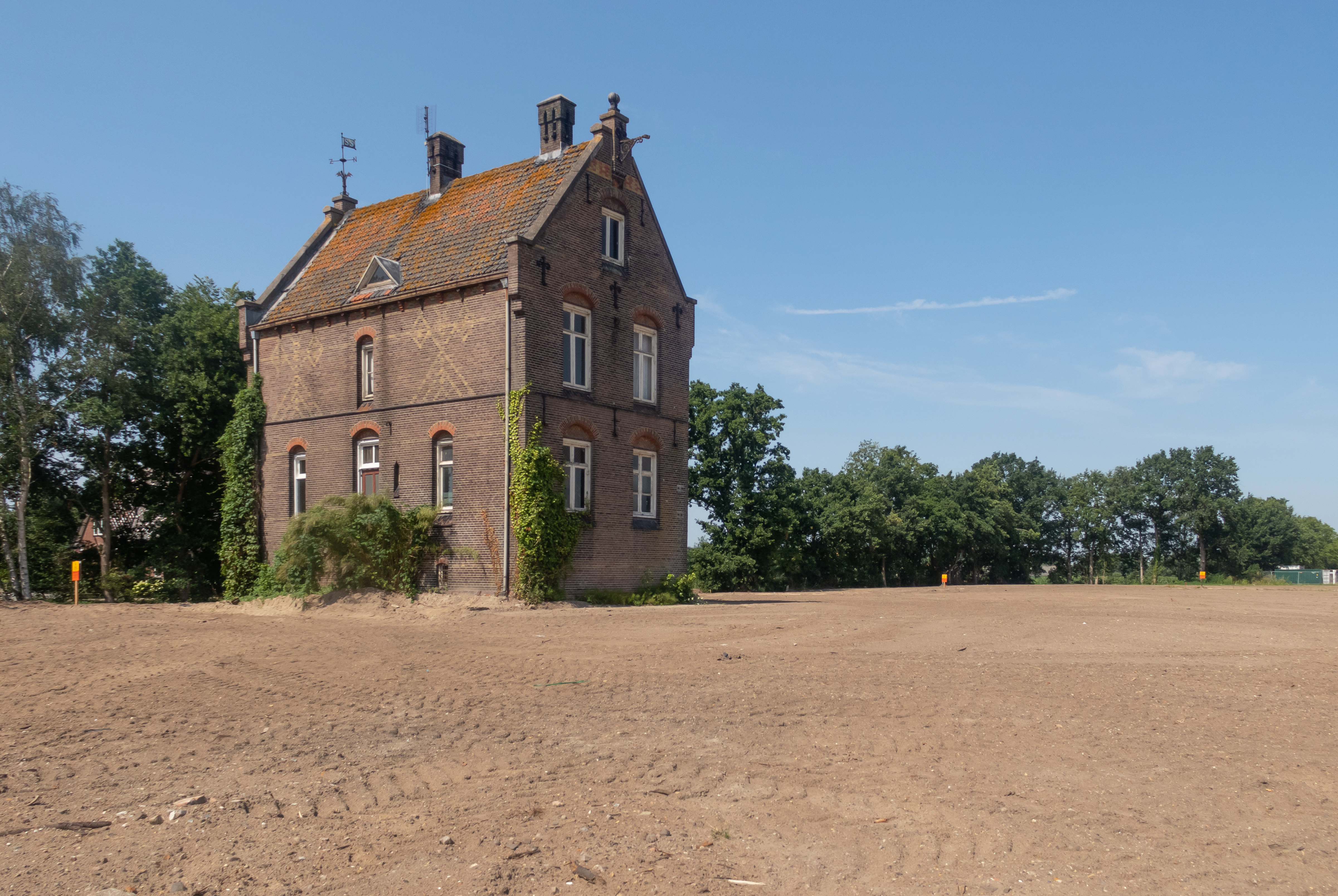
Woonhuis bij station

Woudenberg (uitspraakⓘ; Nedersaksisch: Wombaarg) is een gemeente en plaats in de Nederlandse provincie Utrecht. De gemeente telt 14.637 inwoners (22 november 2024, bron: CBS) en heeft een oppervlakte van 36,72 km². Binnen de gemeentegrenzen liggen geen andere dorpen, maar wel een deel van de buurtschap Moorst en de buurtschap Voskuilen in haar geheel.

## Geschiedenis
In 1131 schonk de bisschop van Utrecht aan de St. Laurensabdij te Oostbroek (bij De Bilt gelegen) het gebied Hengistcoto. De naam Henschoten is hierin terug te vinden. Deze naam wordt nog steeds gebruikt voor een bosgebied en het daarin gelegen recreatiemeer.
In de kern van Hengistcoto bouwden de monniken van de abdij een boerderij met omwalling. Deze lag ter hoogte van het huidige kruispunt van de wegen van Austerlitz naar Woudenberg (N224) en Doorn naar Amersfoort (N227). Dit kruispunt heet in de volksmond Quatre-Bras, naar het gelijknamige restaurant dat daar lange tijd gevestigd was. Hier ligt ook de heuvel waar in 1804 de Pyramide van Austerlitz verrees.
In 1133 verkocht de bisschop aan dezelfde abdij en aan drie particulieren ca. 500 hectare moerassig land ten oosten van Henschoten gelegen in het Westerwoud. In het centrum van dit gebied ontstaat na 1240 de dorpskern van Woudenberg.
De ontginning van het laaggelegen gebied was in die ruim 100 jaar nauwelijks van de grond gekomen. In 1240 besloot de abdij, die de enige eigenaar was, om de ca. 500 hectare grond ter ontginning in erfpacht uit te geven aan de edelman Philips van Rijningen uit Wijk bij Duurstede. Deze ging voortvarend aan de gang. Om het gebied te kunnen ontwateren werden sloten gegraven en kades opgeworpen. Er ontstond een doorgaande west-oostverbinding richting Scherpenzeel en enkele noord-zuid liggende ontginningsassen: Ekris, Weteringsedijk (Maarsbergseweg) en Griftdijk.
Rond 1280 was het gebied ontsloten, opgedeeld en grotendeels in leen uitgegeven. Philips' kleinzoon Jan van Rijningen liet een burcht bouwen in zijn territorium in het (Wester-)Woud: het Huis te Woudenberg. Dit stond op de huidige kruising Vondellaan/'t Schilt, vlak ten zuidwesten van de dorpskern van Woudenberg.
In 1340 kwam Woudenberg in handen van Jan van Culemborg en in 1352 verkocht deze het weer aan Gijsbert van Abcoude. Jan van Culemborg junior was het met die beslissing van zijn vader niet eens. Hij overviel daarom het kasteel en hield 17 weken stand, totdat een leger van de bisschop van Utrecht het in 1353 innam en verwoeste.
Al in 1309 was sprake van een kapel in Woudenberg. De stenen van het verwoeste kasteel werden gebruikt om de kerk te verbeteren. Deze kerk staat er, in zeer gewijzigde vorm, nu nog: het is de Woudenbergse dorpskerk. Bij de restauratie in 1988 zijn muurdelen gevonden die gemaakt leken te zijn van deze 14e-eeuwse stenen.
Kort na 1400 waren er veel bouwactiviteiten: er wordt een toren met klokken erin tegen de kerk aan gebouwd en kasteel Geerestein, ridderhofstad Groenewoude op Ekris en een tweede Huis te Woudenberg tussen Achterstraat (tegenw. Burgwal) en Middenstraat verrezen. Van het laatste slot zijn bij bouwwerkzaamheden rond 1990 sporen van de oude grachten teruggevonden. Van het kasteel Groenewoude is het koetshuis nog aanwezig; anno 2015 is accountantskantoor De Kruijff er in gevestigd. Kasteel Geerestein ten slotte is nog helemaal intact. Het staat aan de Geeresteinselaan; architectenbureau Inbo heeft er zijn hoofdkantoor. Geerestein was zelfstandig tot het in 1812 met Woudenberg in een gemeente opging.
Het ontginningsgebied van ca. 500 hectare werd begrensd door de lijn Zegheweg-Rumelaarseweg. Het gebied ten oosten hiervan hoorde onder Amerongen en was voor 1352 al in het bezit van eerder genoemde Gijsbert van Abcoude. Zijn bezittingen in dit deel van het Sticht Utrecht sloten met de verwerving van de ca. 500 hectare in 1352 nu naadloos op elkaar aan. Al snel – in ieder geval voor 1375 – resulteerde dit in een bestuurlijke samenvoeging onder de schepenen van Woudenberg.
Woudenberg was in de achttiende eeuw bekend vanwege het grootschalig verbouwen van tabak. Een straatnaam herinnert er nog aan: waar vroeger enkele tabaksplantages lagen, ligt nu Tabaksland.
Het dorp is gegroeid vanuit een agrarische kern, rond het jaar 1900 leefden er ruim 2.500 mensen, voornamelijk boeren, ambachtslieden en arbeiders. Tot het eind van de Tweede Wereldoorlog bleef het dorp ongeveer zoals het al honderden jaren was, met een Voorstraat, een Middenstraat, Achterstraat (tegenw. Burgwal en Schoolstraat) en Uitleg (tegenw. Dorpsstraat).
Na de Tweede Wereldoorlog werd de plaats aangewezen als groeikern. Vanaf begin jaren zestig werden er nieuwe woonwijken uit de grond gestampt, onder andere het Zeeheldenkwartier, de J.F. Kennedylaan, de Verzetsheldenwijk en 't Zeeland. Woudenberg is stapsgewijs uitgegroeid tot een moderne gemeente. Er zijn veel transportbedrijven gevestigd alsmede lichte industrie.

## Religie
Toen bij de reformatie de pastoor protestants werd, volgden de dorpelingen hem daarin. Nog in 1890 woonden er slechts 36 katholieken in het dorp. In 1964 bouwden de katholieken een kapel, die niet lang daarna door brand verwoest werd. Pas in 1971 had de rooms-katholieke gemeenschap van Woudenberg weer een eigen kerk. Woudenberg kent een breed scala aan kerkgenootschappen.
Kerken in Woudenberg
- Catharinaparochie (deelparochie Woudenberg), rooms-katholiek
- Hervormde Kerk (PKN, Gereformeerde Bond)
- Hersteld Hervormde Kerk
- Oud Gereformeerde Gemeente in Nederland
- Protestantse Gemeente De Voorhof

## Politiek en bestuur

### Gemeenteraad
De gemeenteraad van Woudenberg bestaat uit 15 zetels. Hieronder staat de samenstelling van de gemeenteraad sinds 1998:
| Gemeenteraadszetels         | Gemeenteraadszetels | Gemeenteraadszetels | Gemeenteraadszetels | Gemeenteraadszetels | Gemeenteraadszetels | Gemeenteraadszetels | Gemeenteraadszetels |
| Partij                      | 1998                | 2002                | 2006                | 2010                | 2014                | 2018                | 2022                |
| --------------------------- | ------------------- | ------------------- | ------------------- | ------------------- | ------------------- | ------------------- | ------------------- |
| SGP                         | 3                   | 3                   | 3                   | 4                   | 3                   | 3                   | 4                   |
| GemeenteBelangen Woudenberg | 5                   | 5                   | 5                   | 5                   | 6                   | 5                   | 4                   |
| PvdA-GroenLinks             | -                   | -                   | -                   | -                   | -                   | 2                   | 2                   |
| CDA                         | 2                   | 2                   | 3                   | 3                   | 2                   | 2                   | 2                   |
| ChristenUnie                | 2                   | 2                   | 2                   | 1                   | 2                   | 2                   | 2                   |
| VVD                         | 2                   | 2                   | -                   | -                   | 1                   | 1                   | 1                   |
| PvdA                        | 1                   | 1                   | 2                   | 2                   | 1                   | -                   | -                   |
| Totaal                      | 15                  | 15                  | 15                  | 15                  | 15                  | 15                  | 15                  |
| Opkomst                     |                     |                     |                     | 57,07%              |                     |                     |                     |

### College van B&W
De coalitie voor de periode 2022-2026 bestaat uit de SGP, PvdA/GroenLinks en het CDA. Deze coalitie heeft een meerderheid van 8 van de 15 zetels in de gemeenteraad.
| Naam                    | Functie                       | Partij          | Portefeuille |
| ----------------------- | ----------------------------- | --------------- | --- |
| Magda Jansen-van Harten | Burgemeester                  | partijloos      | - Bestuursstijl, communicatie en relatiebeheer - Coördinatie maatschappelijke initiatieven - Versterken lokale democratie - Regionale samenwerking - Openbare orde en veiligheid - Handhaving en toezicht - Personeelsbeleid en werkgeverschap - Algemeen bestuurlijke zaken |
| Henk Jan Molenaar       | Wethouder/1e locoburgemeester | SGP             | - Omgevingsvisie - Ruimtelijke plannen - Vitaal platteland - Monumenten en erfgoed - Financiën en belastingen - Grondbedrijf - Vitaal dorpshart - Vastgoed - Project Hoevelaar                                                                                               |
| Moniek van de Graaf     | Wethouder/2e locoburgemeester | PvdA/GroenLinks | - Wonen - Duurzame leefomgeving - Nationaal Park Utrechtse Heuvelrug - Jeugd en gezin - Maatschappelijke ondersteuning - Participatie, werk en inkomen - Onderwijs en leerplicht - Gezonde leefstijl - Opvang en integratie nieuwkomers - Kunst en cultuur                   |
| Daphne de Kruif         | Wethouder/3e locoburgemeester | CDA             | - Stimuleren burger- en overheidsparticipatie - Milieu en afvalketen - Sport - Energietransitie (RES) - Duurzame economie, toerisme en recreatie - Bedrijvigheid, bedrijventerrein - Mobiliteit en verkeer - Integraal beheer openbare ruimte - Project Zuid Oost            |
| Duncan Ruseler          | Gemeentesecretaris            |                 | |

## Ligging
Het recreatiegebied Henschotermeer, een voormalige zandafgraving, is in de regio bekend bij zonnebaders, wandelaars en hardlopers. Het Valleikanaal loopt dwars door de gemeente en de Utrechtse Heuvelrug en de Gelderse Vallei komen er samen.
De spoorlijn Kesteren - Amersfoort liep van Amersfoort door Woudenberg naar Veenendaal en verder naar Kesteren en Duitsland, maar na de Tweede Wereldoorlog is die in verval geraakt. Het deel Leusden-Zuid - Woudenberg - Veenendaal Aansluiting is opgebroken. Plannen om de lijn Amersfoort-Veenendaal weer te openen worden sinds 2007 besproken. Het plan zou betekenen dat Woudenberg het halverwege de twintigste eeuw in onbruik geraakte station opnieuw in gebruik zou kunnen nemen. Het zal dan gaan om een zogenaamde lightrailverbinding, bedoeld om de bereikbaarheid van plaatsen als Woudenberg en Leusden per openbaar vervoer te verbeteren.

### Topografie
Topografische gemeentekaart van Woudenberg, september 2022

## Monumenten
In de gemeente zijn er een aantal rijksmonumenten en oorlogsmonumenten, zie:
- Lijst van rijksmonumenten in Woudenberg
- Lijst van gemeentelijke monumenten in Woudenberg
- Lijst van oorlogsmonumenten in Woudenberg

## Onderwijs
Woudenberg kent momenteel vijf onderwijsinstellingen, alle basisscholen. Twee van deze basisscholen zijn protestants-christelijk, namelijk de Olijfboom en Kindcentrum Koningin Juliana. Eén school is reformatorisch, de Wartburgschool, en twee openbaar, de Jan Ligthartschool en de Griftschool.

## Sport
VV Woudenberg is de voetbalclub van Woudenberg. Zij spelen in de eerste klasse (Nederlands amateurvoetbal) zaterdag. Bij de volleybalvereniging komt het eerste herenteam uit op 1e Divisie-niveau. Andere verenigingen zijn korfbalvereniging KV Woudenberg, tennisvereniging TV 't Schilt, ruitersportvereniging De Valleiruiters, gymvereniging LONGA, tafeltennisvereniging TTV Smash, Schaatsvereniging Woudenberg en Stepteam High Level.
Op zaterdag 20 augustus 2022 liep de route van de tweede etappe (van 's-Hertogenbosch naar Utrecht) van de Ronde van Spanje 2022 door Woudenberg.

## Muziek
In Woudenberg is er een harmonie met de naam Fidelio. Het harmoniegebouw staat naast het sportcentrum de Camp. Mannenkoor De Poortzangers brengt een gevarieerd repertoire. Jaarlijks organiseert het een shantyfestival.

## Toerisme
Door de bezienswaardigheden in de buurt zoals de Grebbelinie, de Pyramide van Austerlitz en het Henschotermeer wordt Woudenberg door veel recreanten bezocht. Dat valt ook af te leiden uit het aantal toeristische accommodaties dat twaalf bedraagt.
- Haantjesdag is een begrip in Woudenberg. Ieder jaar worden op de tweede zaterdag in juni evenementen georganiseerd waaronder een braderie.
- Ieder jaar op de eerste zaterdag van september wordt in Woudenberg een Shantyfestival georganiseerd. De organisatie van dit evenement is in handen van De Poortzangers uit Woudenberg.

## Media
De lokale omroepen voor Woudenberg zijn Midland FM en Valleiradio.nl, Deze zenders maken ook radio voor Renswoude, Scherpenzeel en in Veenendaal samen met de Stichting Lokale Omroep Kerken. Het lokale nieuwsblad heet De Woudenberger en is een uitgave van BDU Media.

## Geboren
- Gerrit Kleinveld (1915-2006), verzetsstrijder in WO II
- Hendrik Sarink (1922), schaker
- Nanda van der Zee (1951-2014), historica
- Erik Willaarts (1961), voetballer
- Erik Verlinde (1962), hoogleraar in de theoretische fysica
- Herman Verlinde (1962), hoogleraar en theoretisch fysicus
- Janneke Stegeman (1980), theologe
- Sander Booij (1986), organist en orgelmaker
- Ricky van Wolfswinkel (1989), voetballer
- Lars van der Haar (1991), wielrenner, veldrijder
- Tabitha van Krimpen (1998), theologe en bedrijfskundige

## Overleden
- Arie de Vroet (1918-1999), voetballer/ voetbalcoach

## Aangrenzende gemeenten
| Aangrenzende gemeenten | Aangrenzende gemeenten | Aangrenzende gemeenten | Aangrenzende gemeenten | Aangrenzende gemeenten |
| ---------------------- | ---------------------- | ---------------------- | ---------------------- | ---------------------- |
|                        |                        | Leusden                |                        | Barneveld (Gld)        |
|                        |                        |                        |                        |                        |
| Zeist                  | Scherpenzeel (Gld)     |                        |                        |                        |
|                        |                        |                        |                        |                        |
|                        |                        | Utrechtse Heuvelrug    |                        | Renswoude              |